# Lošonec

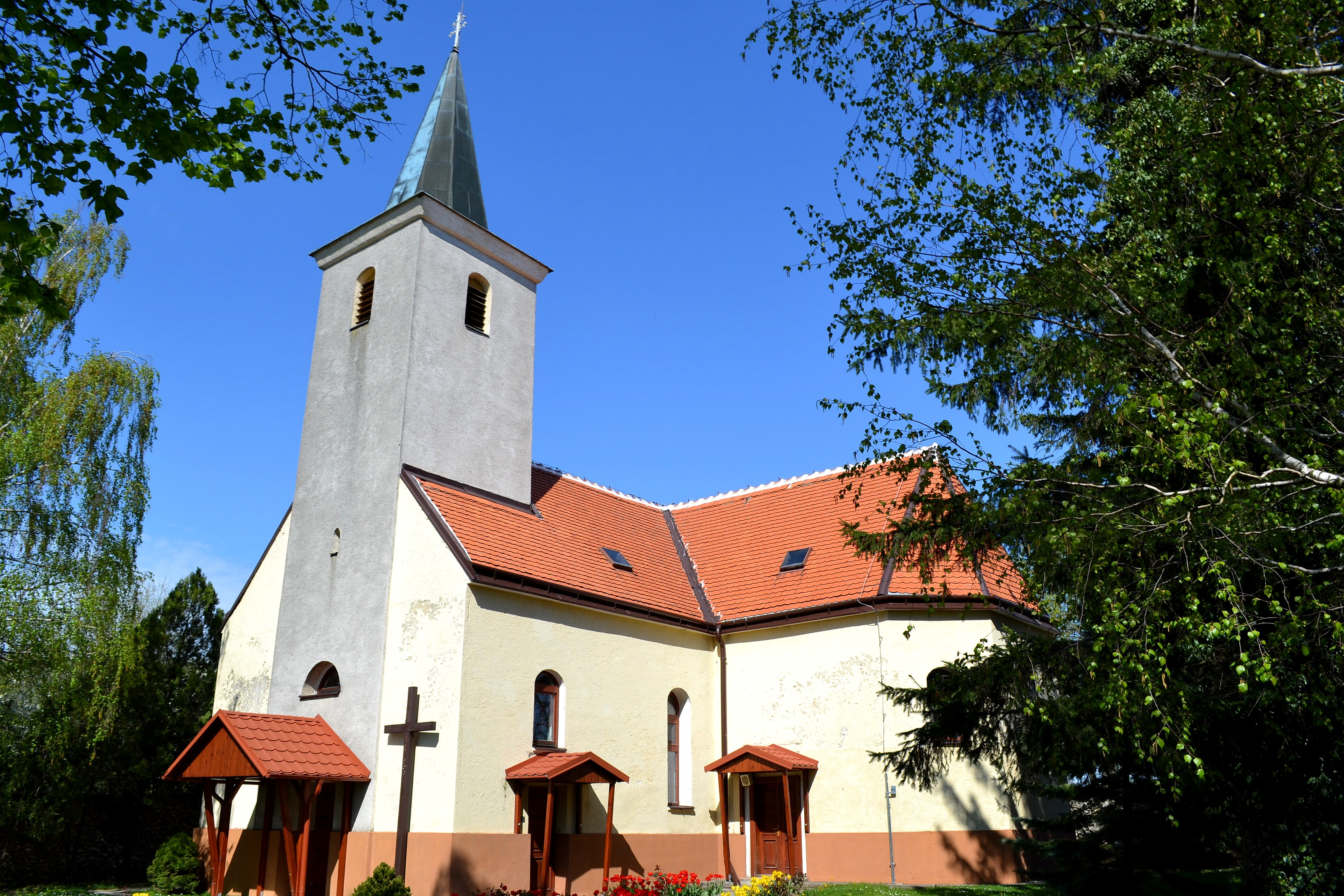
Annakirche

Lošonec (deutsch Loschonz, ungarisch Kislosonc – bis 1907 Losonc) ist eine Gemeinde im Westen der Slowakei mit 607 Einwohnern (Stand 31. Dezember 2024). Sie gehört zum Okres Trnava, einem Teil des Trnavský kraj.

## Geographie
Die Gemeinde befindet sich auf einem kleinen Ausläufer des Hügellands Trnavská pahorkatina in die Kleinen Karpaten im Tal des Baches Smutná. Das Ortszentrum liegt auf einer Höhe von 263 m n.m. und ist 20 Kilometer von Trnava entfernt.
Nachbargemeinden sind Smolenice im Norden, Horné Orešany im Osten und Süden, sehr kurz Doľany im Südwesten sowie Plavecké Podhradie und Plavecký Mikuláš im Westen.

## Geschichte
Lošonec wurde zum ersten Mal 1332 als Losinch schriftlich erwähnt und gehörte zum Herrschaftsgut der nahen Burg Smolenitz. Um die Mitte des 16. Jahrhunderts wurde das Dorf wegen türkischen Plünderungen entvölkert, bis es 1589 auf Betreiben der Gutsbesitzerin Anna Losonczi durch kroatischstämmige Flüchtlinge wieder entstand. Zur gleichen Zeit entstand im Ort eine Kirche. 1720 hatte die Ortschaft Weingärten, eine Mühle und 20 Steuerpflichtige. 1828 zählte man 62 Häuser und 449 Einwohner, deren Haupteinnahmequellen Landwirtschaft und Herstellung von Holzgeschirr waren.
Bis 1918 gehörte der im Komitat Pressburg liegende Ort zum Königreich Ungarn und kam danach zur Tschechoslowakei beziehungsweise heute Slowakei.

## Bevölkerung
| Jahr                | 1994 | 2004    | 2014    | 2024     |
| ------------------- | ---- | ------- | ------- | -------- |
| Anzahl der Personen | 543  | 522     | 505     | 607      |
| Unterschied         |      | −3,86 % | −3,25 % | +20,19 % |

| Jahr                | 2023 | 2024    |
| ------------------- | ---- | ------- |
| Anzahl der Personen | 606  | 607     |
| Unterschied         |      | +0,16 % |

Nach der Volkszählung 2011 wohnten in Lošonec 522 Einwohner, davon 483 Slowaken, zwei Tschechen sowie ein Magyare. Drei Einwohner gaben eine andere Ethnie an und 33 Einwohner machten diesbezüglich keine Angabe. 425 Einwohner bekannten sich zur römisch-katholischen Kirche, drei Einwohner zur evangelischen Kirche A. B. und ein Einwohner zur kongregationalistischen Kirche; ein Einwohner bekannte sich zu einer anderen Konfession. 33 Einwohner waren konfessionslos und bei 59 Einwohnern wurde die Konfession nicht ermittelt.

## Bauwerke
- römisch-katholische Annakirche